# 唐生智公馆 (武汉市)
唐生智公馆，是一处公馆建筑，位于中华人民共和国湖北省武汉市江岸区胜利街163号，与武汉中共中央机关旧址毗邻。该建筑位于汉口俄租界，在国民革命军北伐后用作唐生智的私宅，但唐生智仅在此居住一年不到。现建筑为湖北省文物保护单位。

## 历史
该建筑位于汉口俄租界，建于1913年，起初由一位俄国人使用，但此期间有关该建筑的其他信息不详。1926年冬季，国民革命军北伐攻下汉口，唐生智随即买下该建筑用作个人私宅，由于位于俄租界的一段胜利街此时尚称“四明街”，因此又称“四明街唐宅”。1927年宁汉合流后唐生智失势，最终在11月11日宣布下野并离开武汉。自1926年冬季搬入至1927年冬季搬出，唐生智仅在该建筑内居住一年左右。
现该建筑偕同紧挨着的武汉中共中央机关旧址、怡和洋行住宅旧址一道作为武汉中共中央机关旧址纪念馆的一部分。

## 建筑概述
建筑为一座3层钢筋混凝土结构建筑。建筑外立面呈对称设计，楼顶设有檐口，两侧对称各分布着一座穹顶塔楼，中部1层设置2对爱奥尼立柱，2、3两层设有外廊。内部装修豪华，设有壁炉，另外还通水电。在建筑前部为庭院，初建时为庭园，园中种有花草。

## 建筑保护
1993年7月28日，建筑以“唐生智公馆”的名义被武汉市人民政府列为第一批武汉市优秀历史建筑。2008年3月27日，建筑以“唐生智公馆旧址”的名义被湖北省人民政府公布为第五批湖北省文物保护单位。
建筑作为文物的保护范围：唐生智公馆旧址及周围一定范围。以公馆外墙为界，东南面向外延伸19米至胜利街现状道路边线，西南面、西北面各向外延伸10米，东北面向外延伸42米至黎黄陂路现状道路边线。
建筑作为文物的建设控制地带：以保护范围为界，东南面向外延伸4米至胜利街规划道路中线，西南面、西北面各向外延伸30米，东北面向外延伸5米至黎黄陂路规划道路中线。